# Luzern (bang)
Kanton Luzern là một kanton của Thụy Sĩ. Nó nằm ở trung tâm nước Thụy Sĩ. Dân số của nó (tính tới ngày 31 tháng 12 năm 2012) là 386.082. Tính đến  năm 2007, dân số bao gồm 57.268 người ngoại quốc, khoảng 15.8% tổng dân số. Thủ phủ của kanton là thành phố cùng tên Luzern.